# Porraimos
El terme Porraimos o Porrajmos (pronunciació: /pʰoɽajˈmos/) (en idioma romaní «devastació»), o les paraules Mudarimos, Mudaripen o Samudaripen («genocidi»; depenent dels dialectes) indiquen l'anihilació massiva dels gitanos o poble romaní per part del règim nazi durant la Segona Guerra Mundial.
Com el més conegut extermini dels jueus (Holocaust o Xoà), el Porraimos va ser decidit sobre la base de la teoria racista que caracteritzava el nazisme i el feixisme, en particular després de la publicació del Manifest de la Raça.
Com que la població gitana de l'Europa oriental no estava organitzada com els jueus, i perquè no es coneix exactament el nombre de gitanos que el 1935 vivien en aquell territori, és difícil de dir amb precisió quantes van ser les víctimes. Ian Hancock, director del Programa d'estudis Romaní a la Universitat de Texas a Austin, suggereix una xifra que oscil·la entre els 500.000 i 1.500.000 de víctimes, mentre que Sybil Milton historiador de l'Holocaust Memorial Museum fa una estimació de 220.000 a 500.000 morts. Zbigniew Brzezinski estima que els roma assassinats pels nazis foren 800,000.

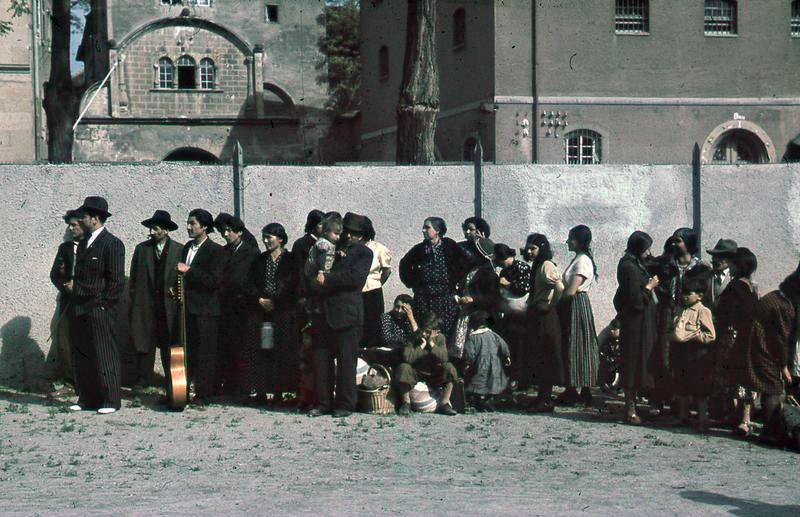
Ciutadans gitanos a Asperg, Baden-Württemberg, reunits per a ser deportats per les autoritats alemanyes el 22 de maig de 1940

Des del final de la Segona Guerra Mundial es va dedicar molt poca atenció a l'extermini dels roma i només en els darrers anys s'han presentat documents sobre aquest tema.
A Itàlia, els roma i els sinti van ser empresonats a camps de concentració d'Agnone (convent de San Bernardino), Berra, Bojano, Bolzano, Ferramonti, Tossicìa, Vinchiaturo, Perdasdefogu i Tremiti. Eren roma italians, però també d'altres països; molt d'ells eren roma eslaus. Una gran part van aconseguir fugir i es van unir als combatents antifeixistes partisans.
La Societat pels Pobles Amenaçats aproxima i distribueix per països les pèrdues humanes enregistrades:
- Iugoslàvia: 90.000
- Romania: 36.000
- Polònia: 35.000
- URSS: 35.000
- Hongria: 28.000
- França: 15.150
- Alemanya: 15.000
- Àustria 6.800
- Bohèmia: 6.500
- Espanya: 5.500
- Eslovàquia: 3.000
- Letònia: 2.500
- Estònia: 1.000
- Itàlia: 1.000
- Lituània: 1.000
- Països Baixos: 500
- Bèlgica: 400
- Luxemburg: 200
- Grècia: 50

En anys recents, la comunitat gitana ha començat a demandar ser inclosa entre les víctimes del règim nazi.

### Política nazi
El nazisme és la ideologia del Partit Nacional Socialista dels Treballadors Alemanys i també adoptada pel govern del Tercer Reich. Aquest partit era nacionalista extremista, antisemita, anticomunista, antisocialista, antiliberal, antidemòcrata, antipacifista i anticapitalista.
Hitler va recollir la ideologia del nazisme al seu llibre Mein Kampf mentre estava a la presó a causa del Putsch de Múnic.
El govern nazi de Hitler tenia la pretensió de crear un Lebensraun o espai vital lliure de jueus i «subhomes», en el qual es desenvolupés la nova raça ària. Els qui pertanyien a aquesta categoria de «subhomes» ho determinaven ells, inclosos els malalts, els ancians, infants amb discapacitat, gitanos, grecs, russos, serbis, polonesos, etc.
El principi rector del nazisme és el de la raça ària superior als altres. A això se li suma l'antisemitisme i el racisme. Consideraven que tots aquells que no s'ajustaven a l'estereotip de la raça ària, sobretot si eren jueus o, en menor mesura, gitanos o d'altres ètnies, havien de ser exterminats juntament amb la gent gran o amb discapacitat física o mental. Per aquest motiu, es va portar a terme un programa a través de les anomenades Lleis de Nuremberg.
L'educació i els nens eren uns punts molt importants per al Führer, ja que havien de sortir de l'escola preparats per formar part de la SS o de la Gestapo i mantenir neta i pura la raça ària. A partir dels deu anys, els nens formaven part de les Joventuts Hitlerianes.

### Política nazi antigitana
A partir de la promulgació de les Lleis de Nuremberg de 1935, els gitanos van passar a ser considerats ciutadans de segona i van ser enviats massivament als camps d'extermini. Els nazis consideraven que els gitanos no formaven part de la societat alemanya.
Entre 1935 i 1939 es van crear camps especials a Colònia, Düsseldorf, Essen, Frankfurt, Hamburg, Magdeburg i Berlín on es recloïa temporalment als gitanos fins que, el 1939, van començar a ser deportats a l'est.
Al·legaven que la criminalitat estava a l'ADN i que es transmetia de pares a fills, per tant, que era una característica genètica. En els anys 1920 van començar a aprovar lleis per les quals els prohibien entrar en llocs públics com parcs, fires i banys. Se'ls va fitxar (amb foto i empremtes) i els qui no tenien ocupació o llar van ser confinats en camps. L'octubre de 1938 es va crear una Reichszentrale zur Bekámpfung des Zigeunerunwesens (Central del Reich per a la lluita contra els gitanos).
Malgrat que els estudis racistes reconeixien als gitanos com d'origen indogermànic, consideraven que s'havien barrejat amb l'estatus baix de la societat i que, per tant, s'havien convertit en una raça degenerada, una amenaça per a la puresa racial, i fins i tot en un enemic intern.
El «problema gitano» va caure a les mans del Rassenhygienische und bevölkerungsbiologische Forschungtelle (Centre de Recerca d'Higiene Racial i de Biologia de la Població). El seu director era el doctor Robert Ritter, qui va centrar les seves inquietuds científiques en el tema dels gitanos. Per les seves mans van passar milers de persones gitanes per ser sotmeses a exàmens de sang, proves oculars, de pigmentació de la pell i craniomètriques. Es calcula que els nazis van assassinar en total a entre 500.000 i 1.000.000 de roma i sinti. Les estimacions oscil·len entre 1,5 milions de nens assassinats durant l'Holocaust.

## Extermini nazi
El nazisme va incorporar les velles doctrines de la comunitat racial alemanya, com el fet de considerar la raça ària o germànica com a superior als altres pobles. Va portar el racisme patològic al seu màxim estat. D'una forma sistemàtica i metòdica, va organitzar-se tota una xarxa de camps de concentració i extermini. El nom de molts d'aquests camps encara són tristament recordats: Buchenwald, Mauthausen, Auschwitz, Chelmno,  Bergen-Belsen o Treblinka.

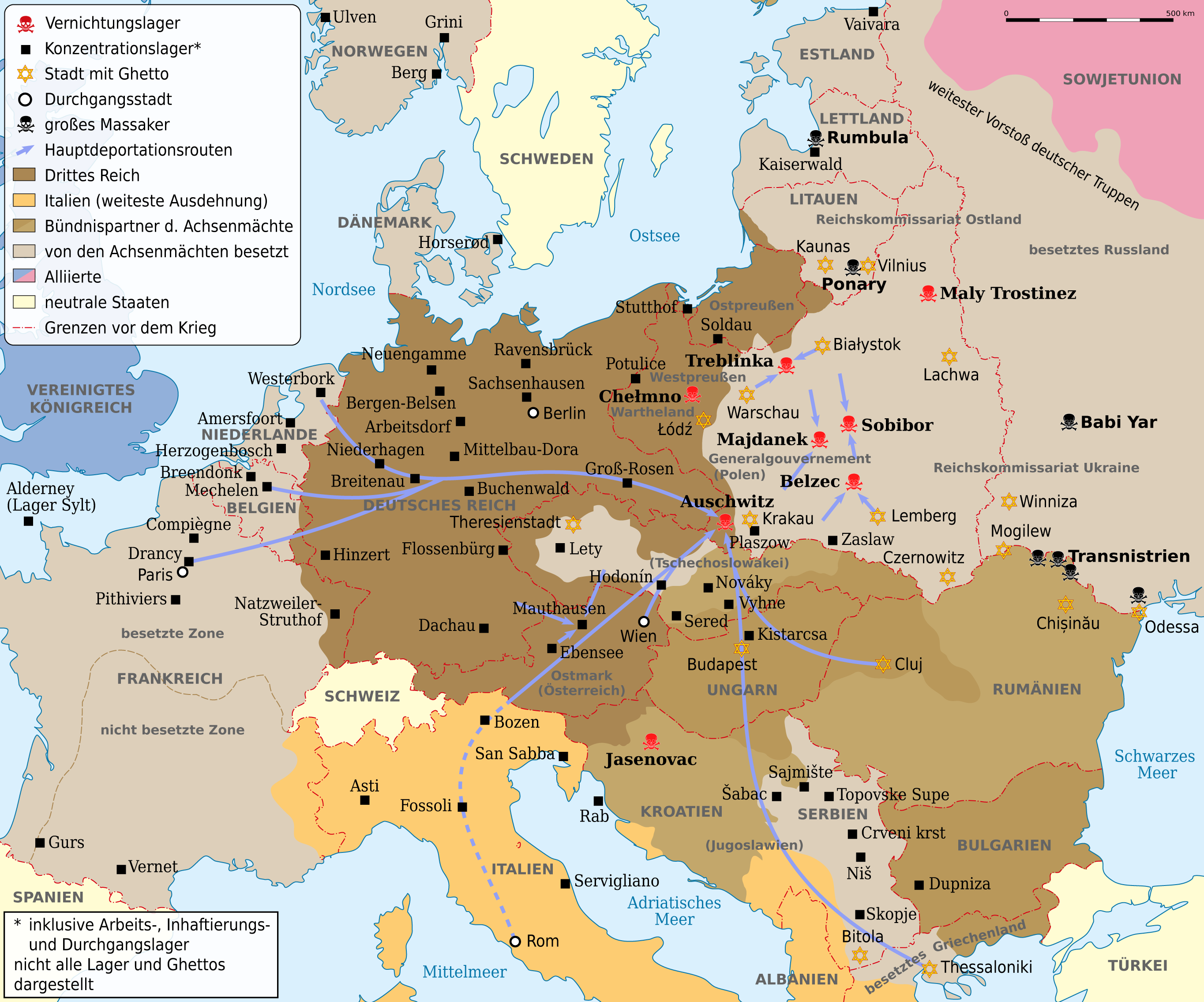
Mapa dels camps de concentració i d'extermini

La política nazi va fer crear un símbol per diferenciar cada grup de presoners. Els jueus portaven en els seus uniformes l'estrella de David, mentre la resta lluïa un triangle invertit. A l'interior del triangle, els presoners que no eren d'origen alemany portaven, a més, la lletra inicial del seu país. Aquesta matança als camps va afectar uns cinc milions de jueus, però també comunistes, malalts físics i mentals, homosexuals, gitanos i, fins i tot, republicans espanyols fugits de l'Espanya franquista.
En els camps de concentració i extermini, els presoners, eren privats de la seva humanitat, reduïts a cossos biològics i finalment assassinats. La mort dels presoners passava a considerar-se com una simple operació higiènica. Seria en la darreria del conflicte quan es coneixeria part de la magnitud de la tragèdia després que, el juliol de 1944, l’exèrcit soviètic avancés sobre el territori polonès i trobés els primers indicis de la barbàrie. Els soviètics van trobar clars indicis que centenars de milers de persones havien estat assassinades i reduïdes a cendres o sepultades en interminables fosses humanes.
Però l'horror de l'Holocaust seria descobert en tota la seva magnitud quan, el 27 de gener de 1945, les tropes soviètiques van alliberar Auschwitz, el camp de concentració i extermini de majors dimensions. Abans d'abandonar el camp, els alemanys havien destrossat la major part dels dipòsits, però van trobar-hi les pertinences de les víctimes: centenars de milers de vestits d'home, més de vuit-cents mil vestits de dona, més de catorze mil lliures de cabell humà.

### Genocidi gitano
Des de fa quasi ben bé un segle, els gitanos van començar a traslladar-se des del nord de l'Índia fins a Orient Mitjà. Aquest poble fa sofrir un estigma social i l'Holocaust va comportar a més de mig milió de gitanos assassinats.
Durant el Samudaripen, es creu que la major part dels assassinats de gitanos no es van produir en els camps d'extermini. El poble roma posava resistència als membres de la SS, i com a resposta acabaven afusellats en les seves pròpies llars. Per acabar amb la imatge negativa que projectava el règim assassinant als seus ciutadans en ple carrer, es va crear el Zigeunerlager, el camp gitano d'Auschwitz. A diferència d'altres camps, en aquest estaven recloses famílies senceres.
L'any 1938 es va instaurar l'anomenada Setmana de Neteja Gitana: 250 nens van ser conduïts al camp d'extermini de Buchenwald per comprovar l'eficàcia dels cristalls de Zyklon B (pesticida a base de cianur), que finalment utilitzarien a les cambres de gas d'Auschwitz-Birkenau.. A finals de 1940, el propi Hitler va manar matar tots els gitanos que no fossin purs, a més dels jueus i els minusvàlids psíquics, a partir d'afusellaments i matances amb furgonetes mòbils de gas. El 1942, Himmler va donar ordre d'enviar a tots els gitanos a aquest camp, sense tenir en compte el sexe o l'edat, on els obligava a portar uniformes amb un triangle marró invertit per poder distingir-los dels altres presos. L'encarregat d'aquest camp va ser el comandant Rudolf Höss. Els únics que es lliuraven eren aquells gitanos reconeguts com membres de pura sang.
A finals de 1944, tots aquells gitanos que no van morir en els camps de treball, van acabar assassinats en les cambres de gas. A Auschwitz, més de 4.000 persones van passar i van ser incinerades en una sola acció, anomenant-se aquest dia Zigeunermacht («La nit dels gitanos»).
Els governs d'alguns dels aliats nazis (Eslovàquia, Hongria i Romania) van contribuir a l'extermini gitano. Alguns països van deportar més de 30.000 persones i d'altres van tenir els seus propis camps de concentració. No hi ha un total concret dels gitanos assassinats pels nazis però es creu que van ser entre 277.200 i 500.000, d'un total d'1.020.000 de gitanos censats en tots els territoris ocupats pels nazis. Es pot parlar de quasi el 50% dels gitanos assassinats en un genocidi a mans de la política nazi.

## Experiments
A principis de 1943, Josef Mengele (metge, antropòleg i oficial alemany de la SS) va sol·licitar el trasllat al servei de camps de concentració, on esperava tenir l'oportunitat de realitzar investigacions genètiques humanes. Van destinar-lo al camp de concentració d'Auschwitz, on va ser nomenat director metge del Zigeunerfamilienlager («camp de famílies gitanes») en el complex de Birkenau.

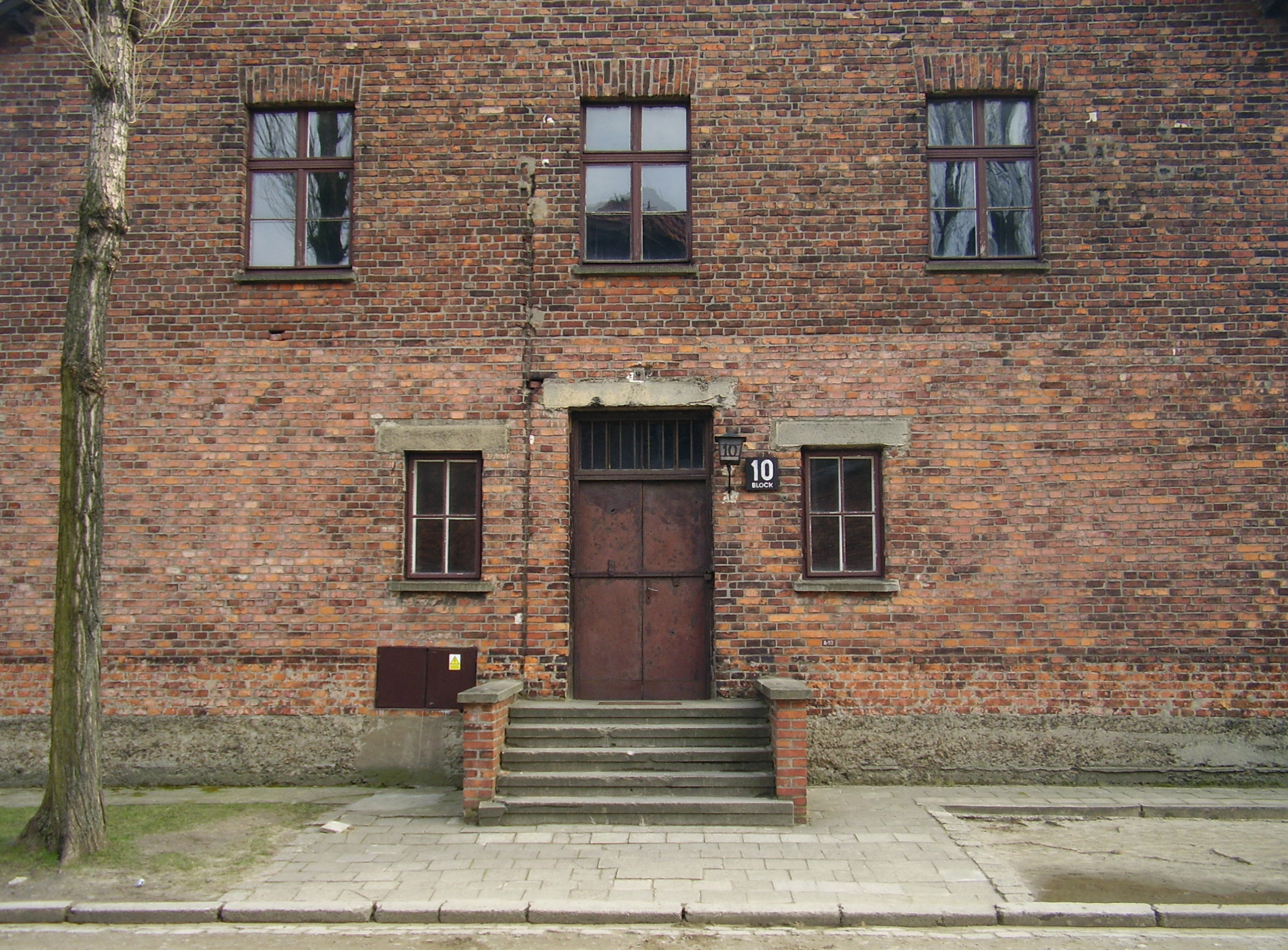
Bloc 10 d'Auschwitz el pavelló «mèdic» de Mengele

Mengele va aprofitar la seva estança a Auschwitz per a continuar els seus estudis antropològics i les seves investigacions sobre herència genètica utilitzant presoners del camp per experimentar amb humans. Aquests experiments no van tenir en compte la salut, seguretat o patiment físic i emocional de les víctimes.
Aquest sàdic doctor estava especialment interessat pels bessons idèntics, gent amb heterocromia, nans i subjectes amb anomalies físiques. Les seves investigacions sobre els bessons estava pensada, en gran part, per demostrar la supremacia de l'herència genètica sobre l'entorn i reforçar, d'aquesta manera, la premissa del nazisme que defenia la superioritat de la raça ària. Estava motivat pel desig de millorar la taxa de reproducció de la raça alemanya a partir de l'augment de la fertilitat i de les oportunitats d'engendrar bessons de subjectes racialment ideals.
Els bessons eren sotmesos a exàmens setmanals i mesuraments dels seus atributs físics per part de Mengele o d'algun dels seus ajudants. Els experiments practicats pel metge incloïen amputacions innecessàries d'extremitats, inoculacions intencionades amb tifus i altres malalties a un dels bessons i transfusions de sang d'un germà a un altre. Si un d'ells moria a causa de la malaltia que els havia inculcat, Mengele matava l'altre germà per a realitzar informes comparatius. Una vegada finalitzades les proves, de vegades els bessons eren assassinats i els seus cossos disseccionats.
Els experiments amb els ulls incloïen intents de canviar el color de l'iris a través de la injecció de substàncies químiques i l'assassinat de persones amb heterocromia per extreure'n els glòbuls oculars i enviar-los a Berlín per al seu anàlisi. Als nans i a les persones amb anomalies físiques els prenia mesures corporals, els extreia sang i dents sanes i se’ls administrava de forma innecessària drogues i rajos X. Va buscar dones embarassades, a les quals realitzava experiments abans d'enviar-les a les cambres de gas.
Els metges de la SS no tractaven als interns, sinó que supervisaven a altres metges presoners que estaven obligats a treballar en el servei mèdic del camp. Mengele visitava setmanalment els barracons de l'hospital i enviava a la cambra de gas els presos que no s'haguessin recuperat després de dues setmanes al llit.
L'any 1943 va esclatar al camp dels gitanos un brot de noma. Ràpidament, es va iniciar un estudi per determinar la causa i poder desenvolupar un tractament. Van aïllar a pacients en un barracó i es va enviar a l'Acadèmia Mèdica de la SS a Graz, òrgans i parts de malalts per poder-ne fer un estudi.

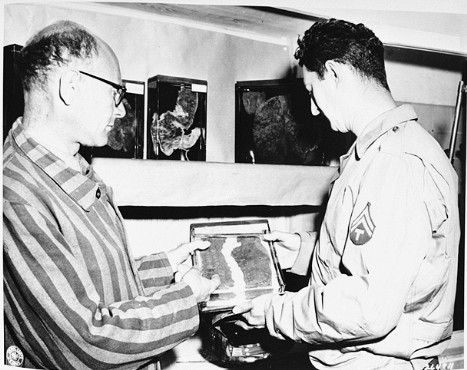
Experiments mèdics amb l'ajut de presos

Més tard, va haver-hi una epidèmia de tifus al camp de les dones, de les quals es van enviar sis-centes ocupants d'un barracó a la cambra de gas. Després, l'edifici va ser netejat i desinfectat i les ocupants d'un barracó proper van ser banyades i se'ls va lliurar roba nova abans del trasllat al nou barracó net. Aquest procés es va repetir fins que tots els barracons van estar desinfectats. Aquest tipus de desinfecció es va tornar a realitzar quan va esclatar el brot d'escarlatina i altres malalties, però en aquests últims casos van ser tots els presoners els que van ser enviats a la cambra de gas.
Mengele també va intentar demostrar la «degeneració» de la sang jueva o gitana a través de la documentació de rareses físiques i la recol·lecció de mostres de teixit i parts del cos. Es van esterilitzar homes i dones gitanes, convertint-los en biològicament innocus. Molts dels seus subjectes de prova van morir a causa de l'experimentació o van ser assassinats per facilitar-ne l'autòpsia.
També es va investigar la forma de fer bevible l'aigua del mar. Es va privar d'aigua potable i menjar als gitanos i se'ls va obligar a beure tan sols aigua de mar, per la qual cosa molts van desenvolupar greus malalties.
Aquells presos que utilitzava Mengele pels seus experiments estaven millor alimentats i allotjats que la resta d'interns del camp i també tenien menys probabilitat d'acabar a la cambra de gas mentre eren objecte d'investigació. Els metges van crear una llar amb zona de jocs per als infants amb els quals realitzaven les proves i per a tots els menors de sis anys d'ètnia gitana, on vivien en millors condicions que la resta de presos al camp de concentració. Tanmateix, van ser víctimes a partir d'injeccions letals, trets, cops i experiments mortals. Moltes de les víctimes després de ser enviades a la cambra de gas, s'enviaven a Berlín per continuar amb les investigacions.

## 16 de maig: Resistència romaní
En el camp d'extermini Auschwitz II – Birkenau, la secció BIIe es deia el «camp gitano». Aquest, a diferència d'uns altres, era mixt i en ell s'empresonaven tant dones com homes, infants i ancians. Durant aquest temps els roma eren sotmesos a esclavitud i a tot tipus d'experiments científics i de tortura.
Els nazis volien acabar amb ells el 16 de maig de 1944. Els condemnats en conèixer aquests plans els van comunicar immediatament als deportats romanís que van conèixer la notícia el dia 15. El dia 16 els roma no es van presentar al recompte de presos i van decidir no cooperar amb els carcellers de la SS. Van tancar-se en els seus barracons, van forçar el magatzem on es guardaven els instruments de treball, es van armar amb pics, pales i van desmuntar les lliteres per a fer-ne estaques. Els infants van recollir pedres per a defensar-se. Per a evitar que hi haguessin condemnats morts, van decidir que cap pres anés a la cambra de gas.
El 23 de maig de 1944 els nazis van seleccionar 1500 presos, els més forts, per ser traslladats al camp Auschwitz I, alguns dels quals serien portats al camp de Buchenwald. El 25 de maig de 1944, 82 homes roma els van portar al camp de concentració de Flossenbürg i 144 dones romanís joves van ser enviades al camp de concentració de Ravensbrück. L'1 d'agost de 1944, a Auschwitz, 4000 gitanos van passar per la cambra de gas.

## Commemoració del poble gitano
Entre el 2 i 3 d'agost es commemora el dia del poble gitano, ja que en aquesta data, l'any 1944, es tancà el Camp Gitano d'Auschwitz. Aquella nit, aproximadament unes 4000 dones, infants i ancians gitanos van ser assassinats en cambres de gas als camps de concentració d'Auschwitz-Birkenau i r incinerats en una sola acció. Aquesta data se la va anomenar Zigeunernacht («La nit dels gitanos»). Aquesta commemoració és per recordar la persecució que ha sofrit el poble gitano i fer un alçament a la lluita contra la discriminació que encara avui dia sofreix la comunitat.

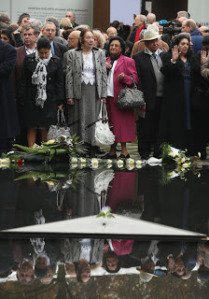
Monument de Dani Karavan dedicat als gitanos assassinats

## Reconeixement
L'any 1982, el canceller alemany Helmut Kohl va reconèixer el genocidi contra els roms, que va posar fi a la vida de quasi mig milió de víctimes gitanes assassinades sota les ordres del govern nazi.
El 2012, Alemanya recordà, després de 67 anys, el genocidi amb la inauguració a Berlín d'un monument, obra de l'artista i arquitecte jueu Dani Karavan, on es vol homenatjar la memòria dels perseguits. Aquesta escultura està situada al parc Tiergarten, entre les portes de Brandenburg i l'edifici del Reichstag. Es tracta d'un petit estanc en forma circular on no para de brollar aigua, i inclou un mecanisme triangular al centre on cada dia es dipositarà una flor en nom de tots els morts en la massacre. La basa té una superfície empedrada de dotze metres amb els noms de tots els camps de concentració que van acollir persones d'ètnia roma.